# Sơn Đông, Vĩnh Long
Sơn Đông là một phường thuộc tỉnh Vĩnh Long, Việt Nam.

## Địa lý
Phường Sơn Đông nằm ở phía tây bắc thành phố Bến Tre, có vị trí địa lý:
- Phía Đông giáp phường Phú Tân, Đông Nam giáp phường Phú Khương, Đông Bắc giáp xã Giao Long.
- Phía Tây và phía Bắc giáp xã Phú Túc.
- Phía Nam giáp phường Bến Tre và An Hội.

Phường có diện tích 23,48 km², dân số năm 2025 là 34.188 người, mật độ dân số đạt 1.456 người/km².

## Lịch sử
Trước đây xã Sơn Đông thuộc huyện Châu Thành.
Ngày 11 tháng 4 năm 1985, Hội đồng Bộ trưởng ban hành Quyết định 114-HĐBT. Theo đó, sáp nhập xã Sơn Đông vào thị xã Bến Tre.
Ngày 5 tháng 4 năm 2013, xã Sơn Đông được mở rộng trên cơ sở sáp nhập 51,47 ha diện tích tự nhiên và 405 nhân khẩu của xã Hữu Định, huyện Châu Thành.
Sau khi điều chỉnh, xã có 1.078,04 ha diện tích tự nhiên và 12.465 người.
Ngày 16 tháng 6 năm 2025, Ủy ban Thường vụ Quốc hội ban hành Nghị quyết số 1687/NQ-UBTVQH15 của Ủy ban Thường vụ Quốc hội về việc sắp xếp toàn bộ diện tích tự nhiên, quy mô dân số của phường 6, xã Sơn Đông và xã Tam Phước thành phường mới có tên gọi là phường Sơn Đông.